# 香泉镇 (和县)
香泉镇是中国安徽省马鞍山市和县下属的一个镇，位于和县北部，滁河岸边，与南京市浦口区接壤，面积126平方公里，人口约42600人，下辖8个行政村和2个社区居委会。